# Güferhorn
Il Güferhorn (3.379 m s.l.m.) è una montagna delle Alpi dell'Adula nelle Alpi Lepontine.

## Descrizione
Si trova nello svizzero Canton Grigioni al confine tra la regione Surselva e la regione Viamala poco a nord del Rheinwaldhorn.